# Ламей-гомпа

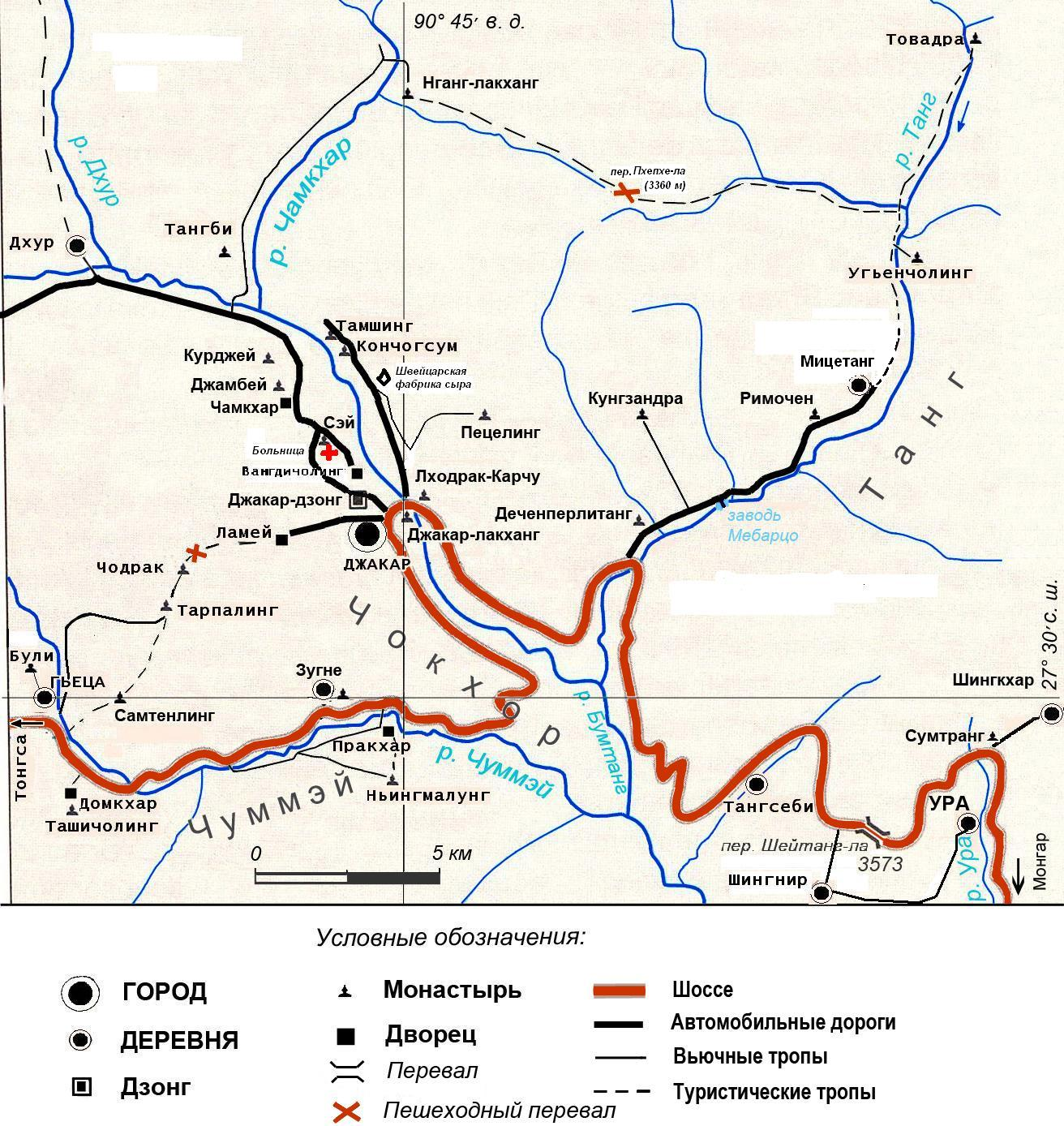
Карта центральной части Бумтанга

Ламей-гомпа — дворец в Бумтанге (Бутан), в трёх километрах к западу от Джакар-дзонга около города Джакара. Дворец построил  Тонгса-пенлоп Сонам Другел, прапрадед Первого короля Бутана Угьен Вангчука в XIX веке. Первоначально строился как монастырь. 
Король Угьен Вангчук отремонтировал здания и перепланировал как дворец, в котором проживали две его дочери. Главная башня была разрушена.
Сейчас используется как Лесное управление, осуществляющее совместный бутано-швейцарский проект.